# 이장석
이장석(1966년 4월 25일 ~ )은 대한민국의 기업인으로 KBO 리그 넥센 히어로즈의 전 대표이사 겸 구단주이다.

## 생애
초대 경제기획원 차관보를 지낸 이기홍의 막내아들로 태어난 그는 연세대학교 금속공학과를 졸업하고 프랑스의 경영대학원인 인시아드(INSEAD)에서 MBA를 이수한 후 여러 투자자문회사에서 기업금융자문을 맡으며 투자 전문가로 활동했다. 2002년 현대 하이닉스 매각을 주도하기도 했다. 2007년 자본금 5,000만원으로 센테니얼 인베스트먼트라는 창업 투자사를 설립한 그는 이듬해인 2008년 1월 해체에 놓인 KBO 리그 팀 현대 유니콘스의 선수단을 전원 인수하는 조건으로 넥센 히어로즈로 구단을 재창단했다. 이는 KBO 리그 사상 처음 있는 일이며, 네이밍 스폰서 방식도 대한민국에 처음으로 들어왔다.
이 전 대표는 지난 2018년 12월 횡령 및 배임 혐의로 징역 3년 6개월을 선고받으며 법정 구속됐다가 지난해 4월 가석방으로 출소했다.

## 약력

### 학력
- 연세대학교 금속공학과 학사
- 프랑스 인시아드(INSEAD) MBA 이수

### 이력
- 센테니얼 인베스트먼트 대표이사 (2007년)
- 넥센 히어로즈 대표이사 (2008년 ~ 2016년)
- 넥센 히어로즈 구단주 (2008년 ~ 2018년)

1. ↑  “뉴스 : 네이버스포츠”. 2025년 1월 4일에 확인함.